# Otomys unisulcatus
Otomys unisulcatus is een knaagdier uit het geslacht Otomys dat voorkomt in Zuid-Afrika en Namibië. In Zuid-Afrika komt hij voor van Namakwaland in het westen van Noord-Kaap tot de Karroo in Oost-Kaap. Waarschijnlijk is het een relictsoort, omdat hij veel primitieve kenmerken heeft.

## Kenmerken
Het is een gedrongen rat met korte poten en een korte staart. De rug is grijs, de onderkant vuilwit. De voeten zijn lichtbruin. De totale lengte bedraagt 24 cm, de kop-romplengte 13 tot 16 cm, de staartlengte 7,7 tot 11,5 cm en het gewicht 101 tot 156 gram.

## Leefwijze
Deze soort is een herbivoor; hij eet meer dan 60 soorten planten. Ongeveer 40% van zijn eten bestaat uit succulenten, die in zijn waterbehoefte voorzien. Het dier paart het hele jaar door, maar de meeste jongen worden in juni en juli geboren. Nesten bestaan uit één tot drie jongen, die de eerste negen of tien dagen van hun leven aan de tepels van hun moeder hangen en op hun veertiende dag voor het eerst vast voedsel eten. Deze soort is overdag actief. Hij bouwt grote nesten van stokken, waarvan er soms wel 155 per hectare worden gevonden in de Karroo en 380 aan de westkust van Zuid-Afrika. Deze nesten zijn meestal ongeveer een halve meter hoog, maar kunnen tot een meter hoog worden. Eén onderzocht nest bevatte 13329 stukken hout en woog 8,3 kilogram. Naast stukken hout kunnen deze nesten zeewier, stenen, botten en ander materiaal bevatten. De nesten worden gebruikt als vluchtplaats voor predators en slecht weer; paartjes gebruiken meer dan één nest. O. unisulcatus foerageert door twijgen van bomen af te bijten en ze mee naar het nest te brengen, waar de eetbare soorten worden opgegeten en de rest aan het nest wordt toegevoegd.
Otomys anchietae · Otomys angoniensis · Otomys auratus · Otomys barbouri · Otomys burtoni · Otomys cheesmani · Otomys cuanzensis · Otomys dartmouthi · Bergoorrat (Otomys denti) · Otomys dollmani · Otomys fortior · Otomys helleri · Moerasrat (Otomys irroratus) · Otomys jacksoni · Otomys karoensis · Otomys lacustris · Otomys laminatus · Otomys occidentalis · Otomys orestes · Otomys simiensis · Otomys sloggetti · Otomys sungae · Otomys thomasi · Otomys tropicalis · Otomys typus · Otomys unisulcatus · Otomys uzungwensis · Otomys willani · Otomys yaldeni · Otomys zinki